# Вуличний мисливець (фільм)
Вуличний мисливець (англ. Street Hunter) — американський бойовик 1990 року.

## Сюжет
Логан Блейд - жорсткий поліцейський, який повинен протистояти банді на чолі з безжальним полковником Волшем.

## У ролях
- Стів Джеймс — Логан Блейд
- Реб Браун — волковник Волш
- Джон Легуізамо — Ангел
- Валері Петтіфорд — Деніз
- Френк Вінсент — Дон Маріо Романо
- Том Райт — Райлі
- Річі Хевенс — Дейзі
- Річард Пейнбьянко — Луї Романо
- Сем Коппола — Джаннеллі
- Том Крістофер — Велман
- Еміліо Дель Позо — Рівера
- Віктор Коліччіо — вусатий Діабло
- Нельсон Васкес — Васкес
- Ентоні Пауерс — Бенні
- Ральф Марреро — Едді
- Карлос Лаучу — Гектор
- Тоні В. — Джеймі
- К. Тодд Фріман — претцель
- Майкл Джефферсон — Вілсон
- Пітер Букоссі — Армандо
- Джей Харгров — досвідчений поліцейський
- Хлоя Амато — новачок поліцейський
- Трейсі Джабара — дівчина в барі
- Гаррі Пасторе — охоронець Дона Маріо
- Рон Кастеллано — охоронець Дона Маріо